# Wahlkreis Nordhausen II
Der Wahlkreis Nordhausen II  (Wahlkreis 4) ist ein Landtagswahlkreis in Thüringen.
Der Wahlkreis umfasst seit 1994 die Stadt Nordhausen selbst. Das Gebiet wurde lediglich durch Eingemeindungen in die Stadt Nordhausen verändert. Bei der Landtagswahl 1990 umfasste der Wahlkreis Nordhausen II noch ein anderes Gebiet, das in etwa dem heutigen Wahlkreis Nordhausen I entspricht.

## Landtagswahl 2024
Die Landtagswahl fand am 1. September 2024 statt. Im Wahlkreis traten die nachfolgenden Direktkandidaten an:
| Landtagswahl in Thüringen 2024 – WK Nordhausen IZweitstimmen %403020100 34,2 %22,2 %17,0 %13,9 %6,3 %2,2 %1,1 %1,0 %2,1 % AfDCDUBSWLinkeSPDGrüneFDPTier. hierSonst.Gewinne und Verlusteim Vergleich zu 2019 %p 20 15 10 5 0 −5−10−15−20−25+12,0 %p+3,8 %p+17,0 %p−21,7 %p−2,1 %p−3,0 %p−2,9 %p−0,1 %p−3,1 %pAfDCDUBSWLinkeSPDGrüneFDPTier. hierSonst. |

| Gegenstand der Nachweisung | Gegenstand der Nachweisung | Erst- stimmen | Erst- stimmen | Zweit- stimmen | Zweit- stimmen |
| Bewerber                   | Partei                     | Anzahl        | %             | Anzahl         | %              |
| -------------------------- | -------------------------- | ------------- | ------------- | -------------- | -------------- |
| Wahlberechtigte            | Wahlberechtigte            | 31.296        | 31.296        | 31.296         | 31.296         |
| Wähler                     | Wähler                     | 21.027        | 21.027        | 21.027         | 67,2           |
| Ungültige Stimmen          | Ungültige Stimmen          | 478           | 2,3           | 164            | 0,8            |
| Gültige Stimmen            | Gültige Stimmen            | 20.549        | 97,7          | 20.863         | 99,2           |
| davon                      |                            |               |               |                |                |
| Katja Mitteldorf           | DIE LINKE                  | 3.840         | 18,7          | 2.905          | 13,9           |
| Kerstin Düben-Schaumann    | AfD                        | 8.181         | 39,8          | 7.134          | 34,2           |
| Markus Volkmann            | CDU                        | 5.796         | 28,2          | 4.630          | 22,2           |
| Patrick Börsch             | SPD                        | 2.401         | 11,7          | 1.309          | 6,3            |
|                            | GRÜNE                      |               |               | 458            | 2,2            |
| Franziska Baum             | FDP                        | 331           | 1,6           | 220            | 1,1            |
|                            | TIERSCHUTZ hier!           |               |               | 214            | 1,0            |
|                            | ÖDP / Familie ..           | 23            | 0,1           |                |                |
|                            | PIRATEN                    | 52            | 0,2           |                |                |
|                            | MLPD                       | 39            | 0,2           |                |                |
|                            | BÜNDNIS DEUTSCHLAND        | 78            | 0,4           |                |                |
|                            | BSW                        | 3.550         | 17,0          |                |                |
|                            | FAMILIE                    | 89            | 0,4           |                |                |
|                            | FREIE WÄHLER               | 112           | 0,5           |                |                |
|                            | WU                         | 50            | 0,2           |                |                |

## Landtagswahl 2019
Die Landtagswahl 2019 fand am 27. Oktober 2019 statt und hatte folgendes Ergebnis für den Wahlkreis Nordhausen II:
| Direktkandidat   | Partei                      | Wahlkreisstimmen in % | Landesstimmen in % |
| ---------------- | --------------------------- | --------------------- | ------------------ |
| Steffen Iffland  | CDU                         | 22,4                  | 18,4               |
| Katja Mitteldorf | DIE LINKE                   | 32,6                  | 35,6               |
| Anika Gruner     | SPD                         | 08,7                  | 08,4               |
| Andreas Leupold  | AfD                         | 24,4                  | 22,2               |
| Sylvia Spehr     | GRÜNE                       | 06,2                  | 05,2               |
| –                | NPD                         | –                     | 00,8               |
| Carsten Dobras   | FDP                         | 03,5                  | 04,0               |
| –                | PIRATEN                     | –                     | 00,3               |
| –                | Die PARTEI                  | –                     | 01,0               |
| –                | KPD                         | –                     | 00,1               |
| –                | TIERSCHUTZ hier!            | –                     | 01,1               |
| –                | BGE                         | –                     | 00,6               |
| –                | DIE DIREKTE!                | –                     | 00,4               |
| –                | Blaue #Team Petry Thüringen | –                     | 00,0               |
| –                | Graue Panther               | –                     | 00,4               |
| Kurt Kleffel     | MLPD                        | 00,5                  | 00,4               |
|                  | ÖDP                         | -                     | 00,3               |
| –                | Gesundheitsforschung        | –                     | 00,6               |
| Helmut Günther   | FREIE WÄHLER                | 01,8                  | -                  |

Es waren 33.465 Personen wahlberechtigt. Die Wahlbeteiligung lag bei 57,8 %.  Als Direktkandidatin wurde Katja Mitteldorf (Die Linke) gewählt. Sie erreichte 32,6 % aller gültigen Stimmen.

## Landtagswahl 2014
Die Landtagswahl 2014 fand am 14. September 2014 statt und hatte folgendes Ergebnis für den Wahlkreis Nordhausen II:
| Direktkandidat    | Partei                | Erststimmen in % | Zweitstimmen in % |
| ----------------- | --------------------- | ---------------- | ----------------- |
| Inge Klaan        | CDU                   | 31,3             | 26,8              |
| Katja Mitteldorf  | DIE LINKE             | 32,9             | 34,9              |
| Andreas Wieninger | SPD                   | 13,8             | 14,6              |
| Manuel Thume      | F.D.P.                | 01,9             | 02,6              |
| Rüdiger Neitzke   | Bündnis 90/Die Grünen | 06,0             | 06,1              |
| Axel Haake        | AfD                   | 08,1             | 08,5              |
|                   | REP                   | -                | 00,1              |
| Uwe Chour         | Fr. Wähler            | 02,9             | 01,4              |
|                   | KPD                   | -                | 00,2              |
| Ralf Friedrich    | NPD                   | 03,0             | 03,4              |
|                   | DIE PARTEI            | -                | 00,7              |
|                   | Piraten               | -                | 00,8              |

Es waren 35.063 Personen wahlberechtigt. Die Wahlbeteiligung lag bei 45,6 %.  Als Direktkandidatin wurde Katja Mitteldorf (Die Linke) gewählt. Sie erreichte 32,9 % aller gültigen Stimmen.

## Landtagswahl 2009
Die Landtagswahl 2009 fand am 30. August 2009 statt und hatte folgendes Ergebnis für den Wahlkreis Nordhausen II:
| Direktkandidat     | Partei                | Erststimmen in % | Zweitstimmen in % |
| ------------------ | --------------------- | ---------------- | ----------------- |
| Klaus Zeh          | CDU                   | 32,3             | 27,8              |
| Rainer Bachmann    | DIE LINKE             | 30,1             | 30,4              |
| Andreas Wieninger  | SPD                   | 22,8             | 22,5              |
| Jörg Blobel        | Bündnis 90/Die Grünen | 05,7             | 06,9              |
|                    | REP                   | -                | 00,3              |
| Rainer Rodekirchen | F.D.P.                | 05,0             | 06,5              |
|                    | Fr. Wähler            | -                | 01,3              |
| Ralf Friedrich     | NPD                   | 04,1             | 04,0              |
|                    | ödp                   | -                | 00,3              |

Es waren 35.869 Personen wahlberechtigt. Die Wahlbeteiligung lag bei 52,3 %.  Als Direktkandidat wurde Klaus Zeh (CDU) gewählt. Er erreichte 32,3 % aller gültigen Stimmen.

## Landtagswahl 2004
Die Landtagswahl 2004 fand am 13. September 2004 statt und hatte folgendes Ergebnis für den Wahlkreis Nordhausen II:
| Direktkandidat    | Partei     | Erststimmen in % | Zweitstimmen in % |
| ----------------- | ---------- | ---------------- | ----------------- |
| Klaus Zeh         | CDU        | 41,2             | 38,6              |
| Rainer Bachmann   | PDS        | 31,9             | 31,2              |
| Manfred Breitrück | SPD        | 17,3             | 16,4              |
| Gisela Hartmann   | GRÜNE      | 05,8             | 04,6              |
|                   | BSU        | -                | 00,1              |
|                   | Graue      | -                | 00,9              |
|                   | REP        | -                | 01,3              |
| Marcel Hardrath   | F.D.P.     | 03,9             | 03,6              |
|                   | Fr. Wähler | -                | 00,9              |
|                   | KPD        | -                | 00,2              |
|                   | NPD        | -                | 01,5              |
|                   | ödp        | -                | 00,1              |
|                   | ODAD       | -                | 00,3              |
|                   | VIBT       | -                | 00,2              |

Es waren 36.068 Personen wahlberechtigt. Die Wahlbeteiligung lag bei 46,0 %.  Als Direktkandidat wurde Klaus Zeh (CDU) gewählt. Er erreichte 41,2 % aller gültigen Stimmen.

## Landtagswahl 1999
Die Landtagswahl 1999 fand am 12. September 1999 statt und hatte folgendes Ergebnis für den Wahlkreis Nordhausen II:
| Direktkandidat   | Partei     | Erststimmen in % | Zweitstimmen in % |
| ---------------- | ---------- | ---------------- | ----------------- |
| Klaus Zeh        | CDU        | 45,7             | 45,8              |
| Richard Dewes    | SPD        | 24,2             | 22,4              |
| Klaus Gorges     | PDS        | 24,9             | 24,8              |
| ?                | GRÜNE      | 02,6             | 01,9              |
|                  | DSU        | -                | 00,1              |
|                  | DVU        | -                | 02,5              |
| Elke Wittger     | REP        | 01,7             | 00,5              |
|                  | Die Frauen | -                | 00,4              |
| Margret Duensing | F.D.P.     | 01,0             | 00,7              |
|                  | NPD        | -                | 00,2              |
|                  | Forum      | -                | 00,3              |
|                  | PBC        | -                | 00,2              |
|                  | VIBT       | -                | 00,1              |

 ⋅ 
Es waren 36.968 Personen wahlberechtigt. Die Wahlbeteiligung lag bei 56,3 %.  Als Direktkandidat wurde Klaus Zeh (CDU) gewählt. Er erreichte 45,7 % aller gültigen Stimmen.

## Landtagswahl 1994
Die Landtagswahl 1994 fand am 16. Oktober 1994 statt und hatte folgendes Ergebnis für den Wahlkreis Nordhausen II:
| Direktkandidat | Partei | Erststimmen in % | Zweitstimmen in % |
| -------------- | ------ | ---------------- | ----------------- |
| Klaus Zeh      | CDU    | 38,7             | 37,5              |
|                | SPD    | 29,5             | 32,5              |
|                | PDS    | 23,9             | 20,8              |
|                | F.D.P. | 02,1             | 02,0              |
|                | GRÜNE  | 05,8             | 03,9              |
|                | Forum  | -                | 01,2              |
|                | DSU    | -                | 00,0              |
|                | REP    | -                | 01,2              |
|                | Graue  | -                | 00,5              |
|                | ÖDP    | -                | 00,1              |
|                | STATT  | -                | 00,2              |

 ⋅ 
Es waren 38.755 Personen wahlberechtigt. Die Wahlbeteiligung lag bei 72,6 %.  Als Direktkandidat wurde Klaus Zeh (CDU) gewählt. Er erreichte 38,7 % aller gültigen Stimmen.

## Bisherige Abgeordnete
Direkt gewählte Abgeordnete des Wahlkreises Nordhausen II waren:
| Jahr | Name             | Partei    | Anteil der Erststimmen |
| ---- | ---------------- | --------- | ---------------------- |
| 2019 | Katja Mitteldorf | DIE LINKE | 32,6 %                 |
| 2014 | Katja Mitteldorf | Die Linke | 32,9 %                 |
| 2009 | Klaus Zeh        | CDU       | 32,3 %                 |
| 2004 | Klaus Zeh        | CDU       | 41,2 %                 |
| 1999 | Klaus Zeh        | CDU       | 45,7 %                 |
| 1994 | Klaus Zeh        | CDU       | 38,7 %                 |